# Bushy Park (Londres)
Pour les articles homonymes, voir Bushy Park.
Bushy Park est le second plus grand parc royal de Londres. Il est situé dans le district de Richmond upon Thames, au sud-ouest de la capitale britannique.
D'une surface de 4,5 km2, Bushy Park relie directement Hampton Court Palace et Hampton Court Park.

## Histoire
Le lieu aujourd'hui connu sous le nom de Bushy Park est vieux de 4 000 ans : les premiers vestiges archéologiques trouvés datent de l'âge du bronze, mais il y a aussi des indices qui montrent l'utilisation du parc au Moyen Âge comme terrain agricole.
Lorsque Henri VIII prit le château de Hampton Court au cardinal Thomas Wolsey en 1529, il prit aussi trois autres parcs qui forment aujourd'hui le Bushy Park : Hare Warren, Middle Park et le Bushy Park. Passionné de chasse, il y fit aménager un terrain pour les cerfs.
Ses successeurs ajoutèrent d'autres éléments au cadre pittoresque comme le Longford River, un canal de 19 kilomètres construit sur les ordres de Charles Ier d'Angleterre afin de faire parvenir l'eau jusqu'à Hampton Court. Furent alors construits de nombreux ponts. On construisit aussi des artères dont Chestnut Avenue. L'avenue, ainsi que la fontaine d'Aréthuse « Diane », ont été dessinées par l'architecte Christopher Wren.
Pendant la Première Guerre mondiale, le parc était utilisé par l'hôpital canadien. Pendant la Seconde Guerre mondiale, le général Dwight D. Eisenhower y établit le SHAEF en mars 1944, base à partir de laquelle il organisa le Jour J, premier jour du débarquement en Normandie. Aujourd'hui, deux monuments se trouvent sur le site de sa tente, au nord-est du parc.
Le 2 octobre 2004, y est lancé le tout premier Parkrun (course à pied de 5 kilomètres ayant lieu chaque samedi et ouvert aux amateurs).

## Galerie

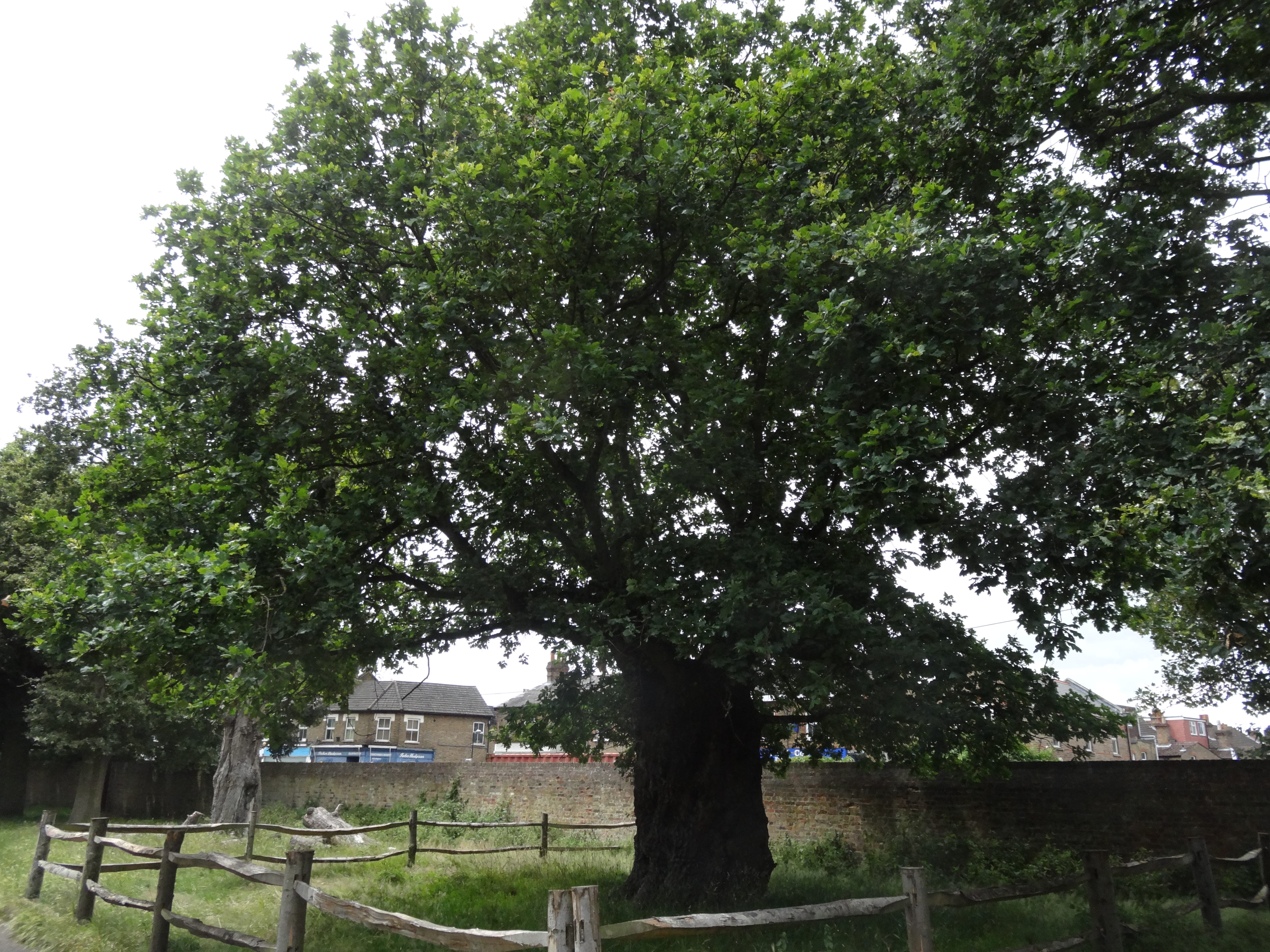
Vieux chêne
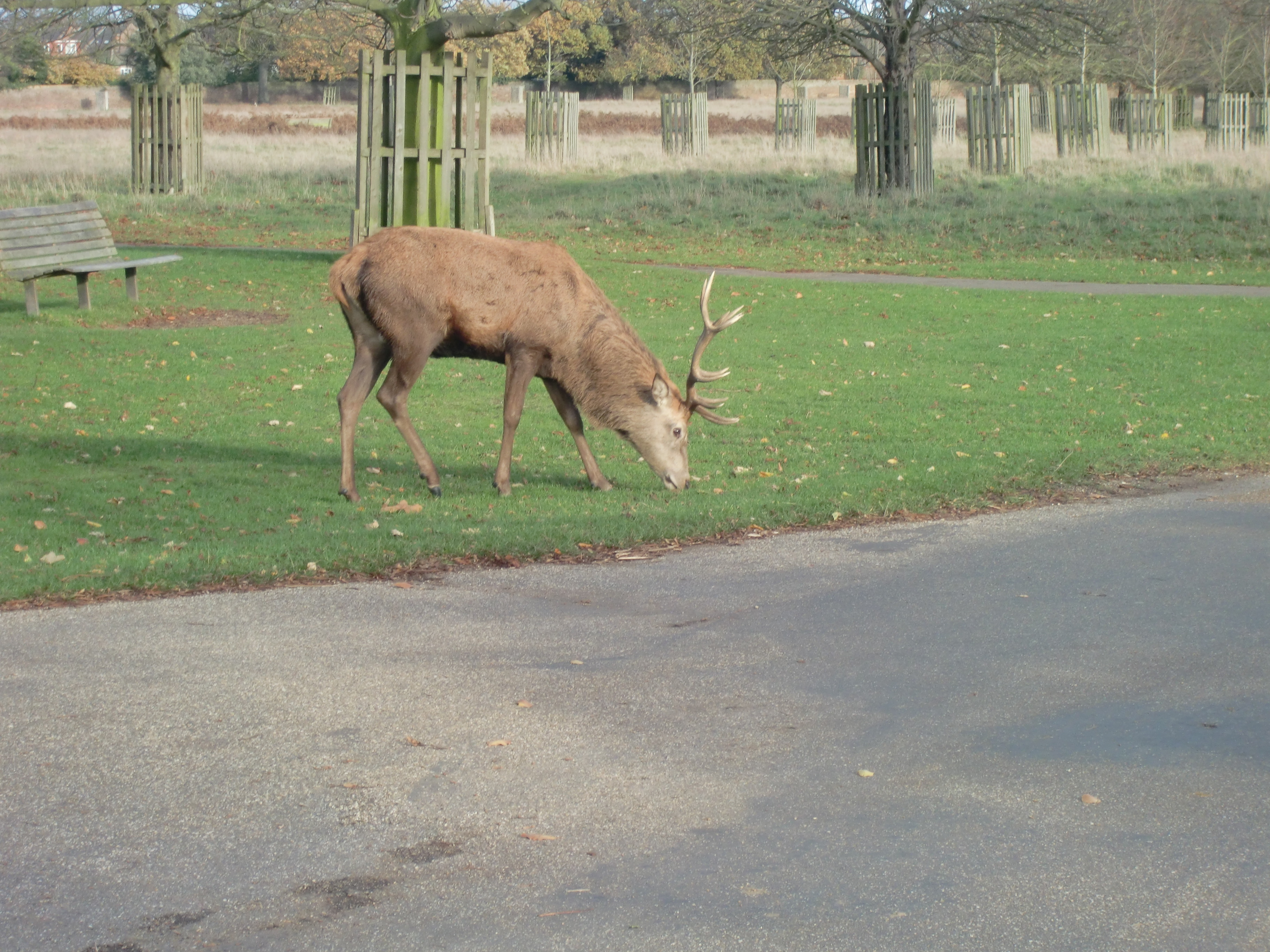
Cerf dans le parc
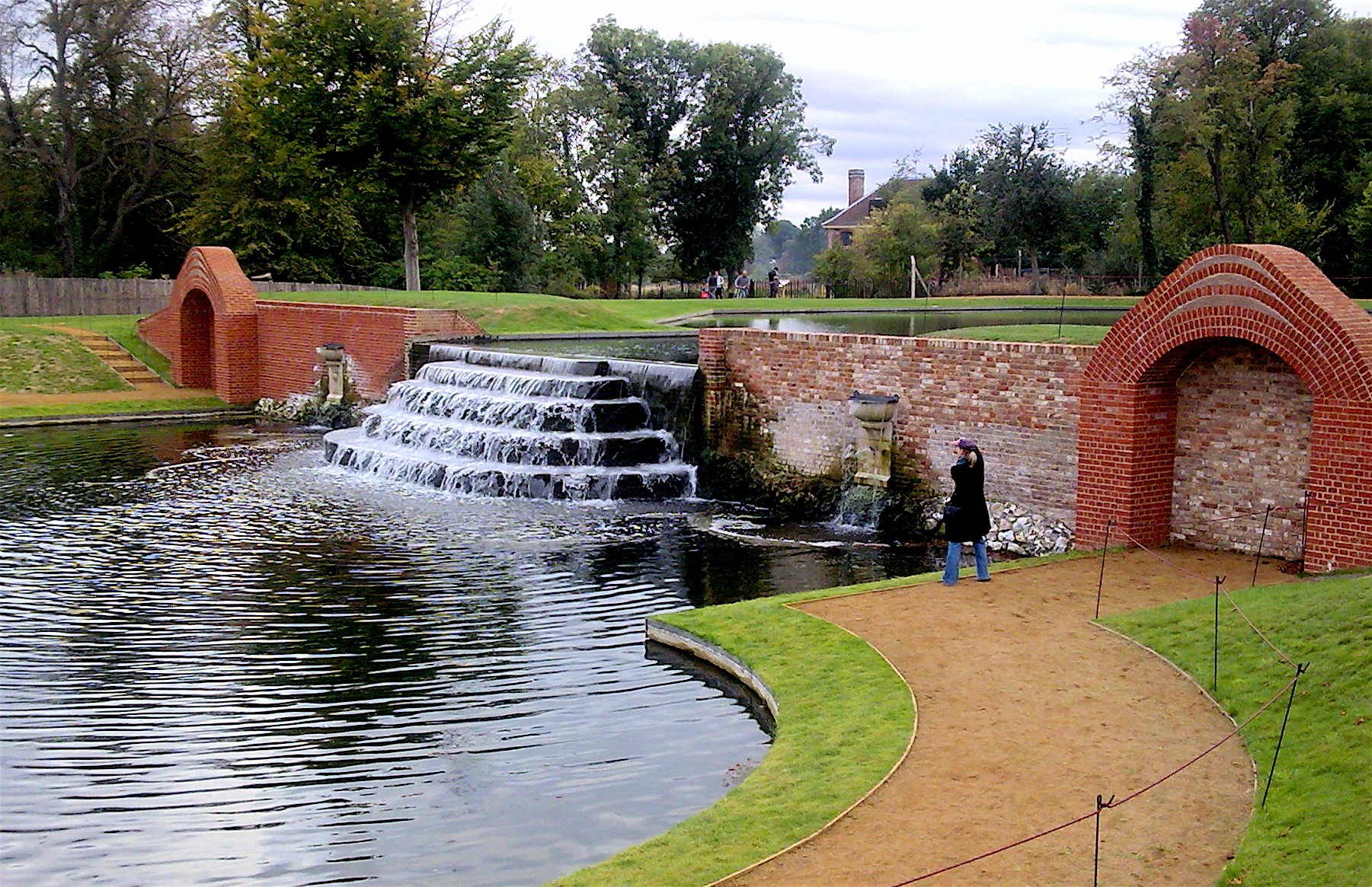
Cascade
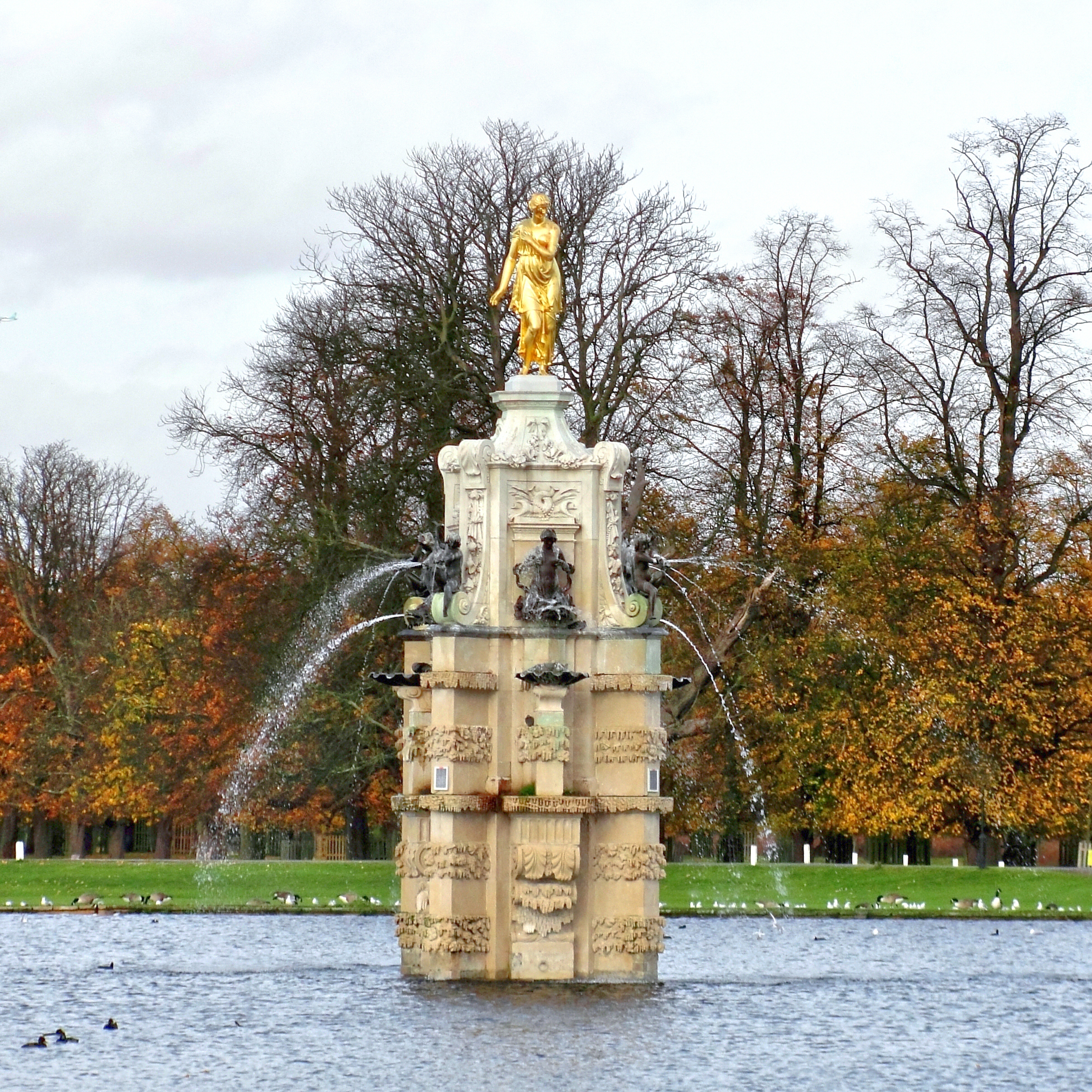
Fontaine de Diane
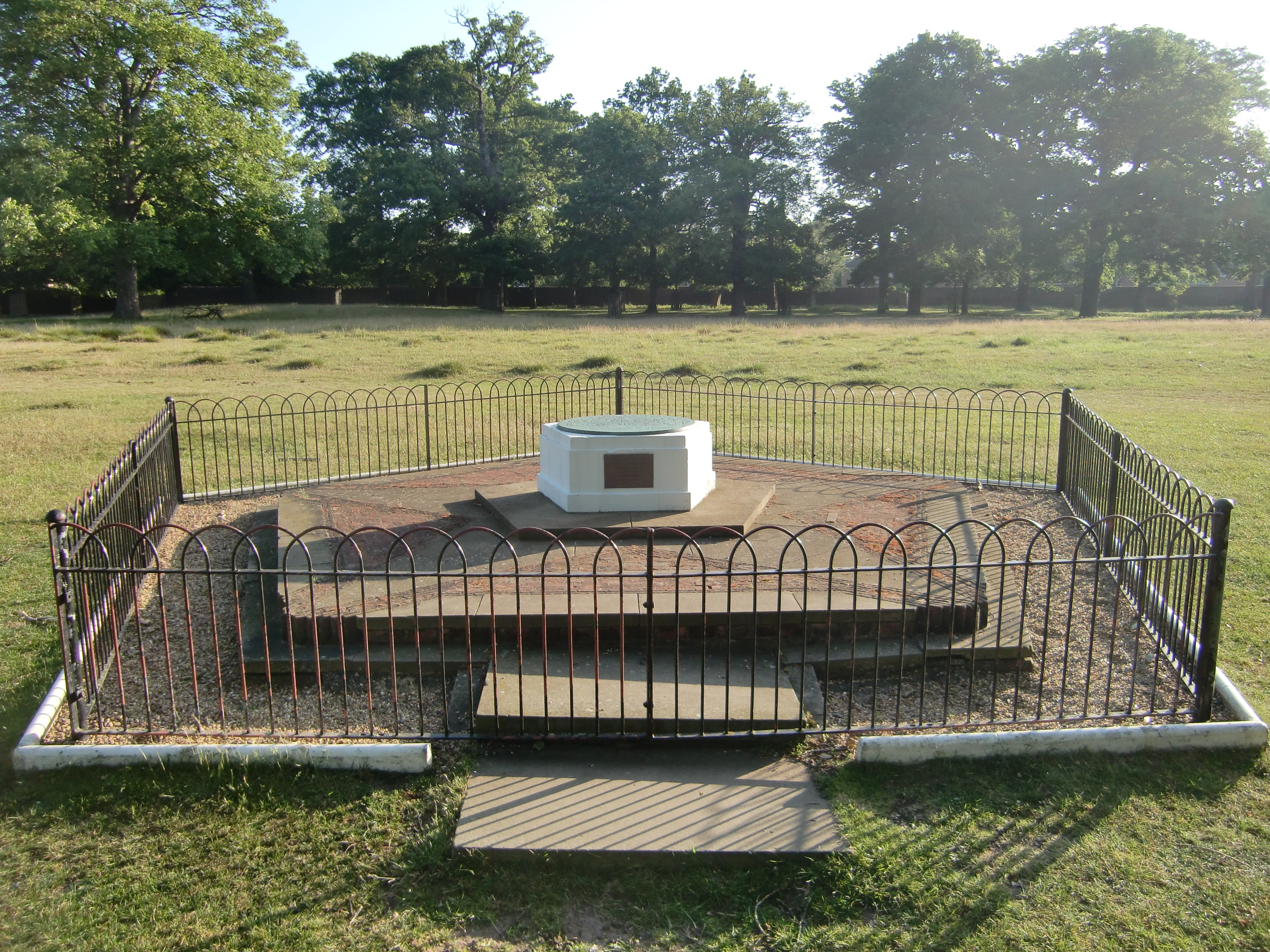
Un des deux monuments de guerre américains
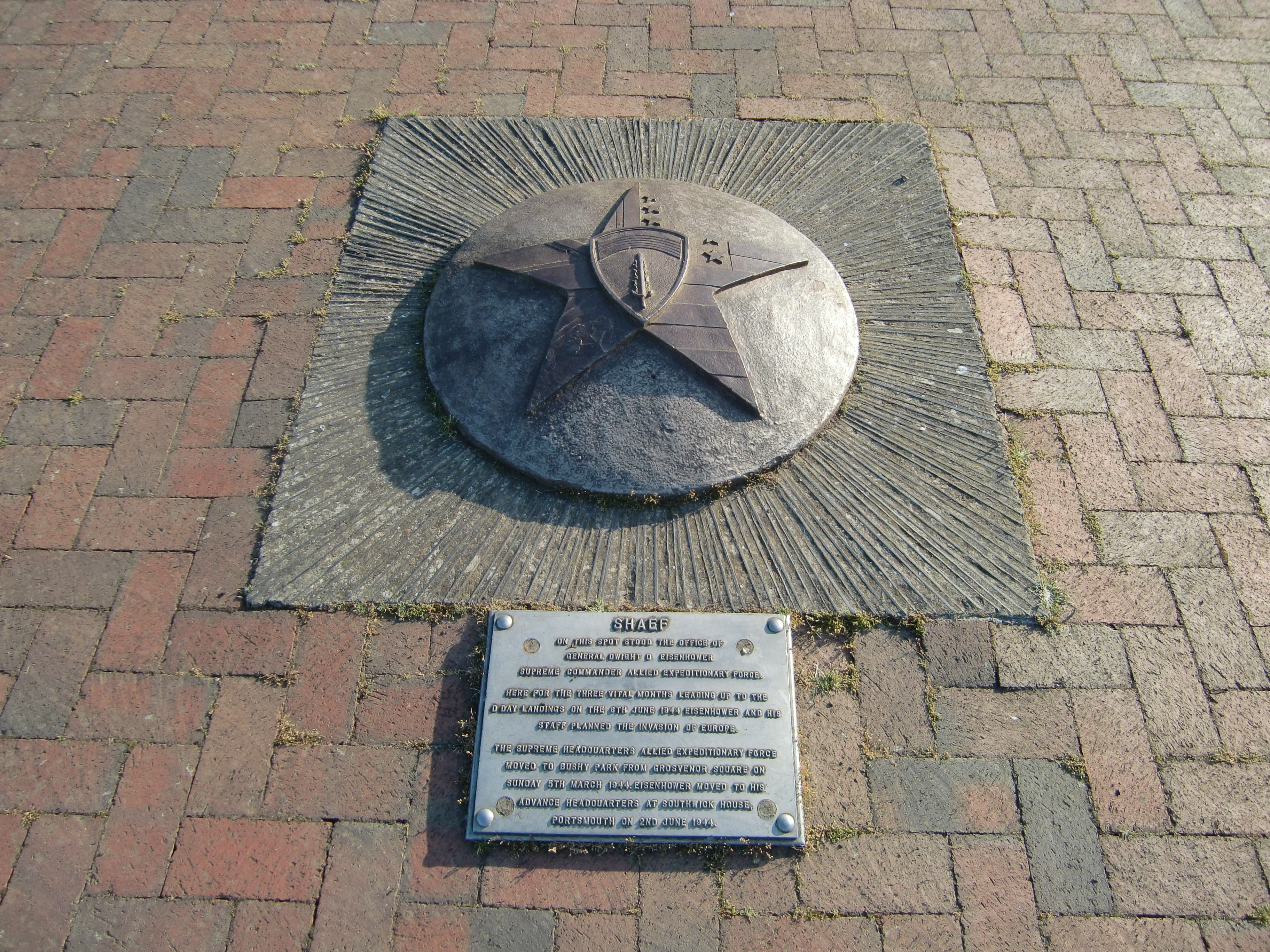
L'autre monument de guerre américain

## Sport
Bushy Park accueille aujourd'hui des équipes sportives comme le Teddington Rugby Club, le Teddington Hockey Club et quatre clubs de cricket, dont le Hampton Wick Royal Cricket Club.